# Елде
Елде (на немски: Elde) е река в Североизточна Германия (провинци Мекленбург-Предна Померания), десен приток на Елба. Дължина 208 km, площ на водосборния басейн 2990 km².

## Историческа справка
Реката се споменава в един от документите Mecklenburgisches Urkundenbuch, създадени през 786 г., където се описва основаната от Карл Велики епархия Верден (на немски Bistum Verden), но истинността на този документ е спорна. През 946 г. Отон I подарява земите южно от реката на епархията Хафелберг (на немски Bistum Havelberg), северната граница на която е применавала по течението на Елде до устието ѝ. Хайнрих Лъв през 1163 г. установява северната граница на новата епархия Ратценбург (на немски Bistum Ratzeburg) отново по средното и долно течение на реката..

## Географска характеристика
Река Елде води началото си на 92 m н.в., от Мекленбургския езерен район, на 1 km източно от село Алтенхоф, югозападно от езерото Мюриц, в южната част на провинция Мекленбург-Предна Померания. По цялото си протежение тече през северната част на Северогерманската равнина с бавно и спокойно течение. Първоначално тече на югоизток, след което завива на североизток и се влива от юг в най-голямото германско езеро Мюриц. На 3 km западно от град Варен (разположен на северния бряг на езерото) изтича от него в западна посока, продължава последователно през езерата Колпинзее, Флеесензее и Плауерзее и изтича от последното при западния му бряг. Продължава в западна посока до отклонението на плавателния Щьорканал (на 17 km западно от град Пархим), след което завива на югозапад и на 13 m н.в., при село Дьомиц се влива отдясно в река Елба.
Водосборният басейн на Елде обхваща площ от 2990 km², което представлява 2,02% от водосборния басейн на Елба. Речната ѝ мрежа е двустранно, но слабо развита и притоците ѝ са къси. На изток, юг и запад водосборният басейн на Елде граничи с водосборните басейни на реките Хафел, Щепениц и Зуде (десни притоци Елба), а на север – с водосборните басейни на реките Варнов и Пене, вливащи се директно в Балтийско море. Основен приток Вокер (33 km). Елде има смесено снежно-дъждовно подхранване с повишено зимно-пролетно пълноводие в резултат от снеготопенето и слабо изразено лятно маловодие, като оттокът ѝ е целогодишно урегулиран от езерата през които протича. Среден годишен отток в устието 11 m³/sec.

## Стопанско значение
Плавателна е за плиткогазещи речни съдове до град Пархим. Най-долното ѝ течение е преобразувано в плавателен канал под името „Нойе-Елде“. Чрез плавателния Щьорканал се свързва с Балтийско море при град Висмар. Най-голямото селище по течението ѝ е град Пархим.